# 阿吕河畔蒙蒂尼
阿吕河畔蒙蒂尼（法語：Montigny-sur-l'Hallue，法語發音：[mɔ̃tiɲi syʁ laly]）是法国上法蘭西大區索姆省的一个市镇，属于亚眠区。

## 地理
阿吕河畔蒙蒂尼（49°58'47"N, 2°26'35"E）面积4.91 平方千米，位于法国上法蘭西大區索姆省，该省份为法国北部沿海省份，北起加来海峡省和北部省，西接滨海塞纳省和大西洋英吉利海峡，南至瓦兹省，东临埃纳省。
与阿吕河畔蒙蒂尼接壤的市镇（或旧市镇、城区）包括：阿吕河畔博库尔、贝昂库尔、弗雷尚库尔、米尔沃、莫利安欧布瓦、圣格拉蒂安。
阿吕河畔蒙蒂尼的时区为UTC+01:00、UTC+02:00（夏令时）。

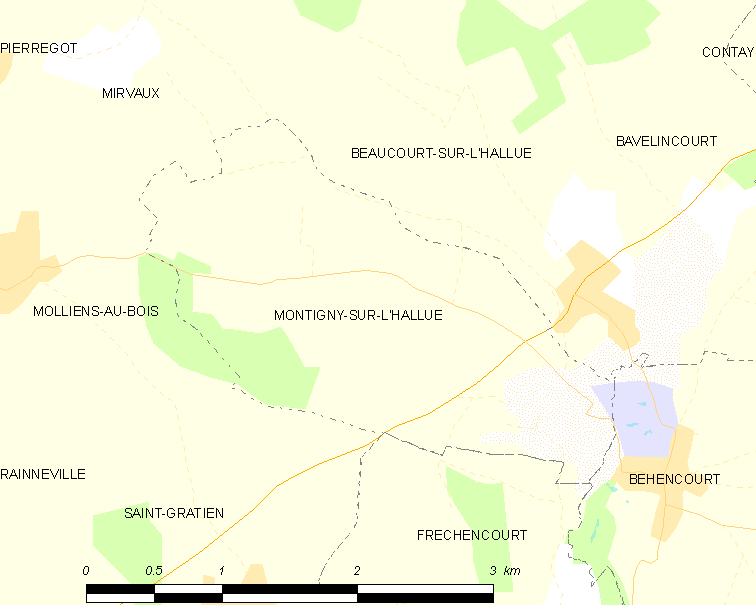
阿吕河畔蒙蒂尼的OSM定位图

## 行政
阿吕河畔蒙蒂尼的邮政编码为80260，INSEE市镇编码为80562。

## 政治
阿吕河畔蒙蒂尼所属的省级选区为科尔比县。

## 人口

1962-2008年间阿吕河畔蒙蒂尼人口变化图示

阿吕河畔蒙蒂尼于2022年1月1日时的人口数量为185人。